# 旭ヶ丸
旭ヶ丸（あさひがまる）は、徳島県名東郡佐那河内村と勝浦郡上勝町との境界にある山である。標高1,019.5m。

## 地理
徳島市から南西へ18km、佐那河内村の大川原高原に位置する佐那河内村最高峰の山。徳島市方面から見ると朝日が一番はじめに当って輝く山であることからこの名前がついたとされる。
山内には一級河川・園瀬川の水源や水波能売神社があり、園瀬川の支流である音羽川も流れる。

## ギャラリー

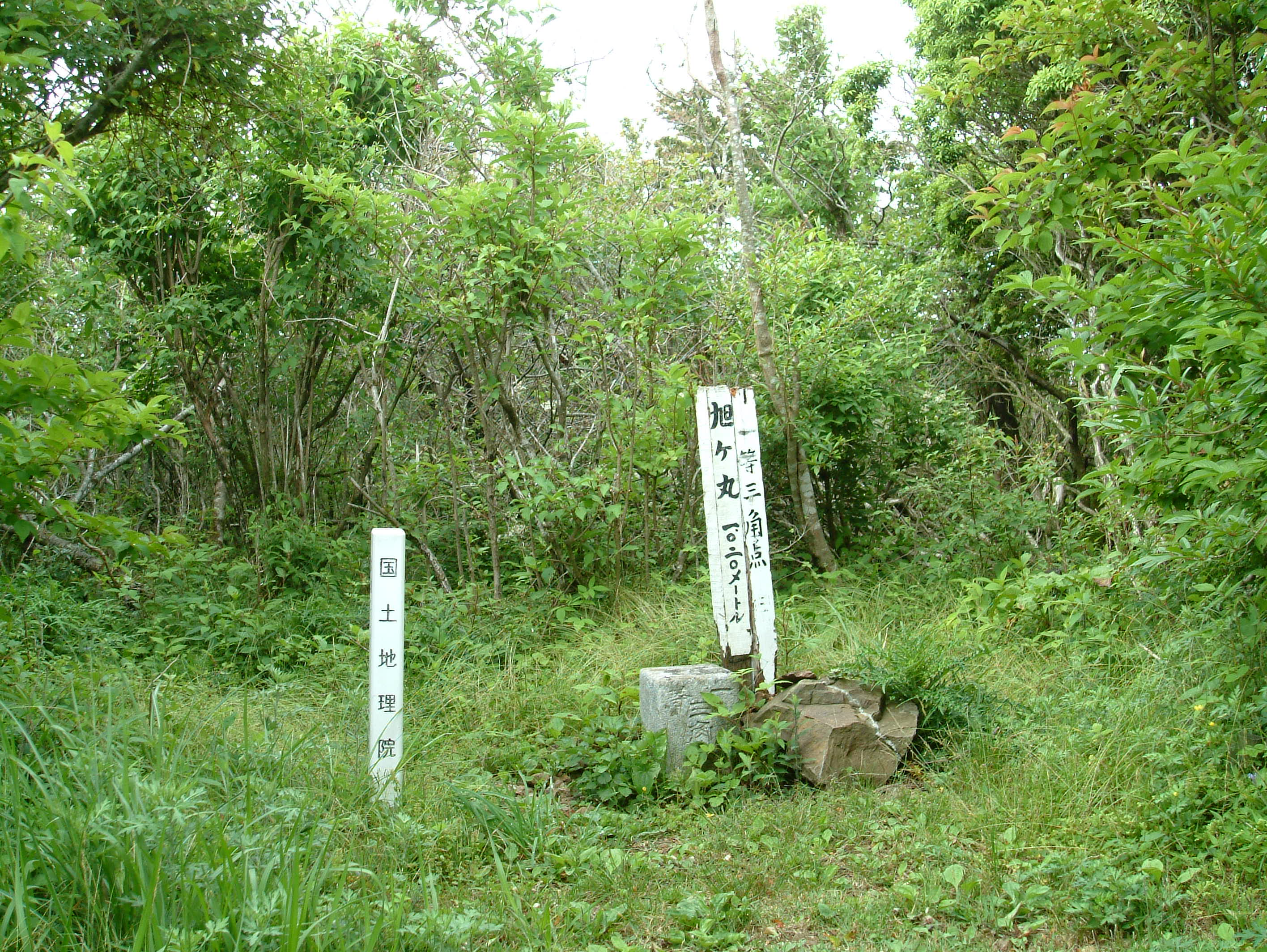
頂上